# Euphyia viridis
Euphyia viridis är en fjärilsart som beskrevs av W. Warren 1893. Euphyia viridis ingår i släktet Euphyia och familjen mätare. Inga underarter finns listade i Catalogue of Life.